# Picadillo de chorizo
El picadillo de chorizo, jijas, zorza, moraga, chichas, chichotas, tajadillas o también chichos, es un producto típico español. Se trata de un plato que se elabora con el interior de los chorizos, o con carne picada y adobada.

## Características

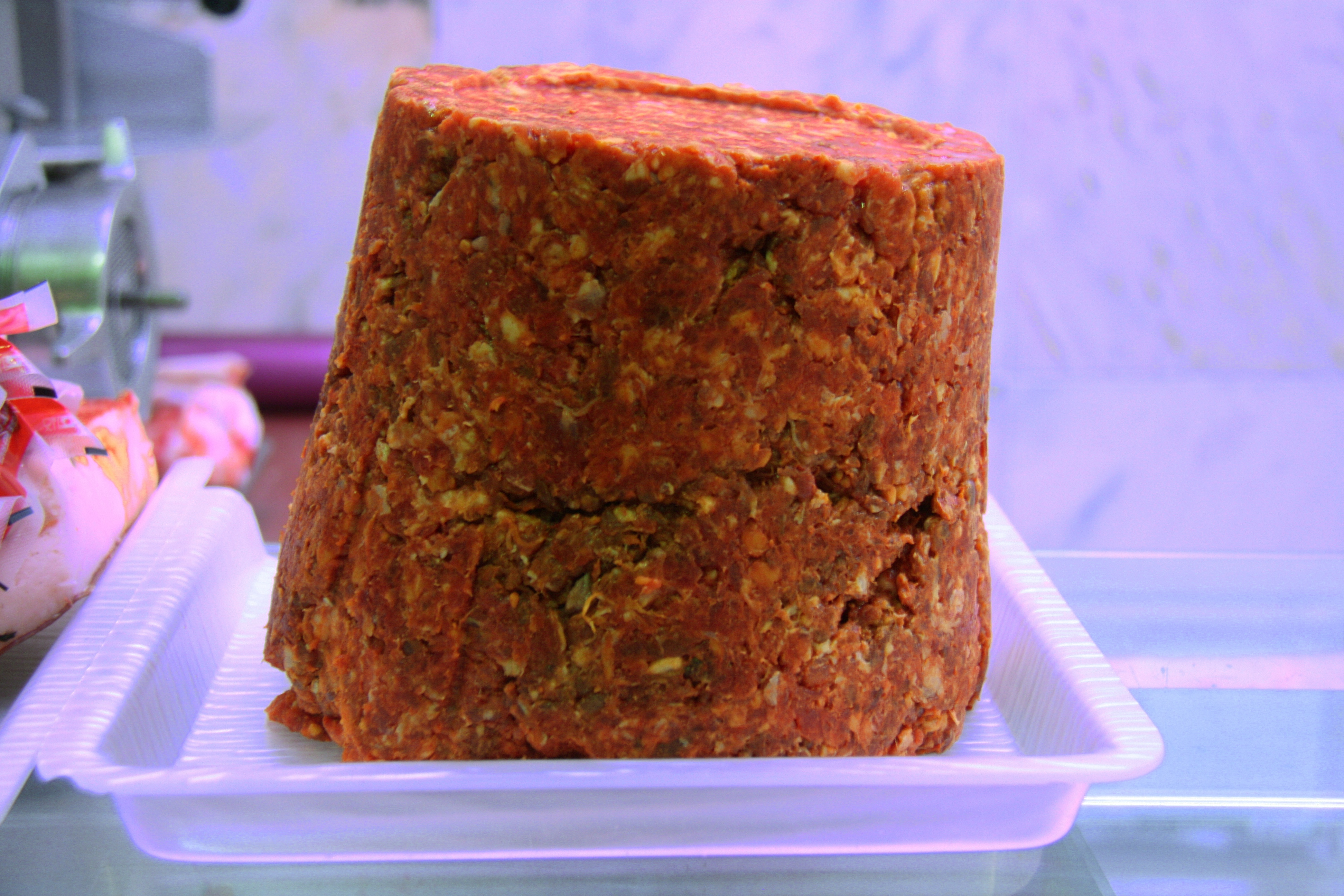
Bloque de jijas.

Se trata de carne picada, generalmente de cerdo, preparada como para embuchar y hacer chorizos con ella, pero que finalmente se deja sin embuchar y se emplea en este aperitivo. Suele tener otros ingredientes, como pimentón (tanto dulce como picante), ajo, sal, etcétera. 
Actualmente existe también en el mercado la posibilidad de obtener picadillo de jabalí, venado, etcétera. Este plato era muy importante en los periodos de matanza del cerdo, justo en los momentos en los que se elaboraba el relleno del chorizo y se adobaba la carne, se sacaba una pequeña cantidad, se freía y esta servía como prueba para saber si el chorizo estaría en su punto de sal.
En la comarca de La Loma (Jaén), el picadillo de chorizo suele consumirse como relleno de los ochíos”.